# Sebastiano Ricci

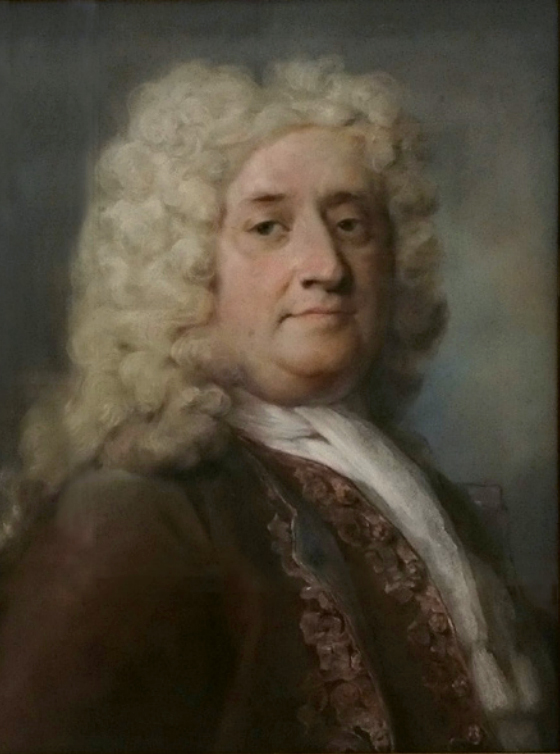
Sebastiano Ricci auf einem Porträt von Rosalba Carriera (Staatliche Kunsthalle, Karlsruhe)

Sebastiano Ricci (getauft 1. August 1659 in Belluno; † 15. Mai 1734 in Venedig) war ein italienischer Maler des Barock und ein Vorreiter des Rokoko. Er gilt als einer der wichtigsten und einflussreichsten venezianischen Maler seiner Zeit. Eine internationale Karriere führte ihn nicht nur in andere Gegenden Italiens, sondern auch nach Wien, London und Paris.
Sein Nachname wird erst seit dem 20. Jahrhundert allgemein mit „-cc-“ geschrieben, er lautete eigentlich Rizzi mit „-zz-“, was auch mit einer anderen Aussprache einhergeht.
Sebastiano lernte seinen Neffen Marco Ricci an, mit dem er besonders nach 1710 zusammenarbeitete und dem er oft die Szenerie oder die Landschaften auf seinen Gemälden überließ, wie dies in Malerwerkstätten häufig üblich war.

## Biografie

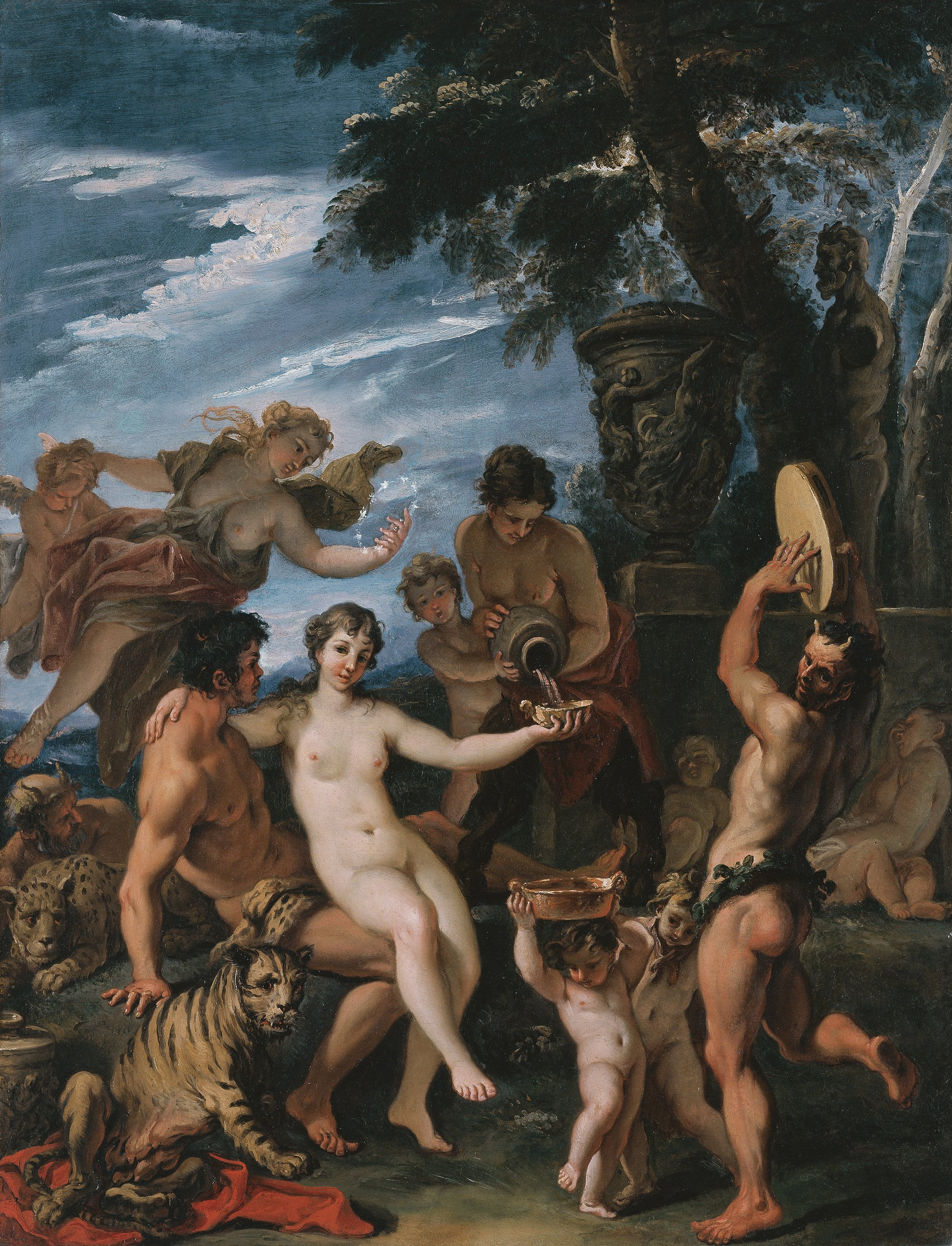
Bacchus und Ariadne, ca. 1691–1694, Öl auf Leinwand, 94 × 75 cm, Museo Thyssen-Bornemisza, Madrid

Sebastiano kam in Belluno als Sohn von Livio Rizzi und seiner Frau Andreana zur Welt.
Mit etwa 13 Jahren ging er nach Venedig und war laut Pellegrino Antonio Orlandi ein Schüler des aus Mailand stammenden Federico Cervelli (1638 – vor 1700), und sehr wahrscheinlich auch von Sebastiano Mazzoni (Florenz, 1611 – Venedig, vor 1678).
Ricci hatte ein ziemlich bewegtes Leben und wurde mehrfach durch Frauengeschichten in Turbulenzen gezogen: 1681 wurden zwei junge Damen in Venedig gleichzeitig schwanger von ihm, die 17-jährige Antonia Maria Venanzio, der er ein Eheversprechen gab, und eine Marietta Bellandis (Moretti, 1978, S. 98). Camillo Sagrestani behauptete, Ricci habe versucht, Antonia Maria (die er 1684 tatsächlich heiratete) zu vergiften, und sei deshalb im gleichen Jahr 1681 nach Bologna geflohen. Heute hält man es allerdings für möglich, dass er dort nach dem Tode seines Meisters Mazzoni eher nach neuen Inspirationen und Aufträgen suchte. In jedem Fall war Ricci in den nächsten 15 Jahren nicht in Venedig, sondern immer wieder in anderen Städten Italiens.
In Bologna lebte er von 1681 bis 1685 und kam dort mit der emilianischen Kunst in der Nachfolge der Carracci, von Guido Reni, Carlo Cignani, Domenico Maria Canuti und Ferdinando Bibiena in Berührung.
Ab Dezember 1685 war Ricci in Parma, wo er diverse Aufträge von Kirchen erhielt und für Herzog Ranuccio II. Farnese mindestens zwei Gemälde für einen Bilderzyklus zur Geschichte von Papst Paul III. im Palazzo Farnese in Piacenza malte (Apotheose Pauls III. und Päpstliche Audienz).

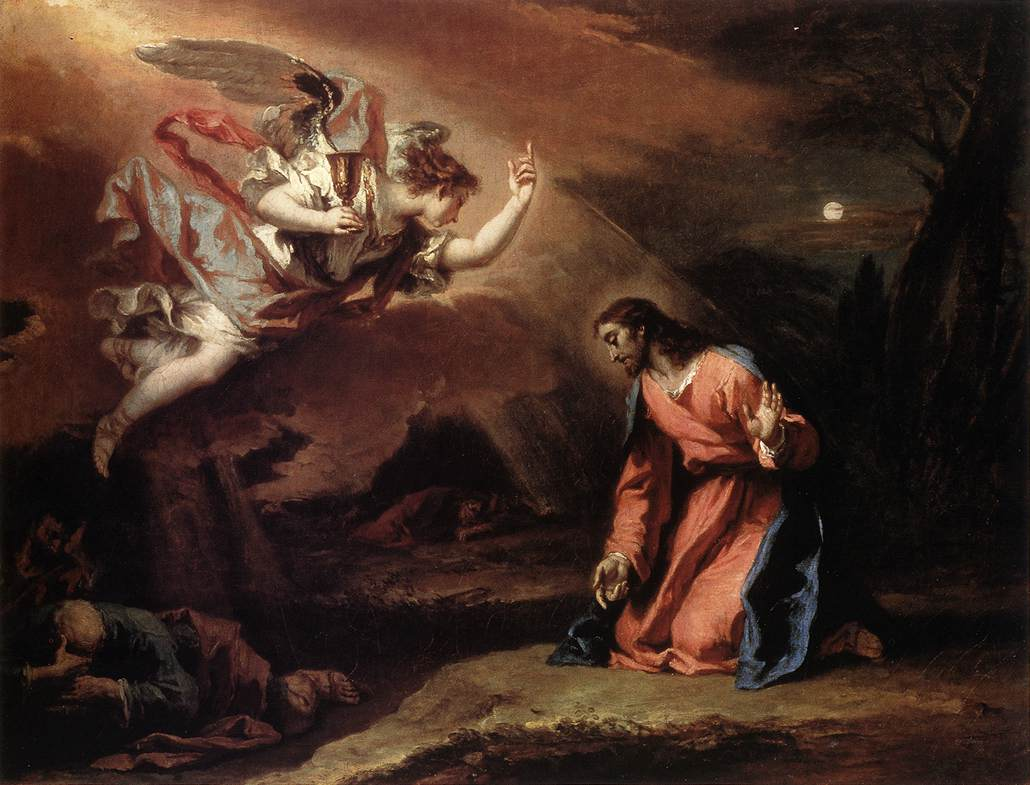
Gebet im Garten Gethsemane, ca. 1730 (?), Öl auf Leinwand, 95 × 76 cm, Kunsthistorisches Museum, Wien

Als der Maler 1688 wieder in Bologna war, begann er eine fatale Beziehung mit Maddalena Peruzzini (einer Tochter des gleichnamigen Malers), mit der er nach Turin flüchtete. Dort wurde er wegen Bigamie und Entführung (rapimento) angeklagt und zum Tode verurteilt. Doch wurde das Urteil durch Vermittlung des Herzogs von Parma aufgehoben, unter der Bedingung, dass Ricci nie mehr nach Bologna zurückkehre. Er floh an den Hof Ranuccios in Parma, wo er 1690 zur Hochzeit von Odoardo II. Farnese die Bühnenbilder für die Festoper Il favore degli Dei im Teatro Farnese schuf. Am 2. März 1691 wurde er von Ranuccio zum „servitor familiare“ ernannt, ein Ehrentitel, der 1701 durch Francesco Farnese erneuert wurde.
Bereits am 12. April 1691 war Sebastiano in Rom, wo ihn die Farnese in ihrem Palazzo (Farnese) wohnen ließen, so dass er in der dortigen Galerie das bedeutendste Werk von Annibale Carracci bewundern konnte. In der ewigen Stadt nahm er außerdem Inspirationen von Pietro da Cortona, Andrea Pozzo und Baciccia auf. Zu Riccis römischen Werken zählen die Allegorie der Schlacht von Lepanto an der Decke des Salone dei Paesaggi im Palazzo Colonna (1693–1695), der Tod des Hl. Joseph in San Pantaleon und das Deckenfresko in der Sakristei von SS. Apostoli.

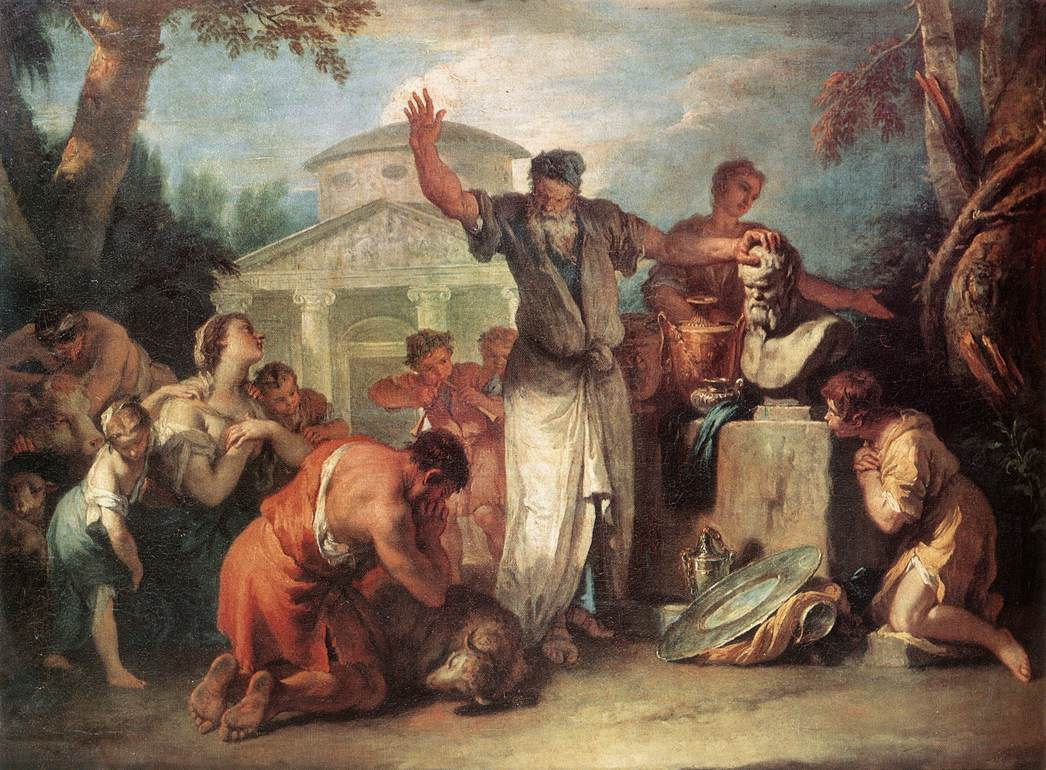
Opfer des Silen, ca. 1723, Öl auf Leinwand, 56,5 × 73,5 cm, Gemäldegalerie Alte Meister, Dresden

Es folgte von Januar 1694 bis September 1696 ein Aufenthalt in Mailand, wo es zu einem stilistischen Austausch mit Alessandro Magnasco (Genua, 1667–1749) kam. Durch den Marquis Cesare Pagani erhielt Ricci den Auftrag für das Kuppelfresko der Cappella dell’Ossario in der Mailänder Kirche San Bernardino alle Ossa, wo er den Aufstieg der Seelen aus dem Purgatorium in den Himmel und die Apotheosen von 4 Heiligen in einer gewagten, aus Licht und Schatten modellierten Komposition darstellte. Für die Sammlungen Paganis malte er auch Herkules und Nessus und das Porträt von Cesares Adoptivsohn Michele Pagani als türkischer Sklave.
Nachdem Ricci seine Frau und Tochter schon 1688 in Bologna zurückgelassen hatte, heiratete er am 12. September 1696 in Venedig Maddalena Vendramer. Nun begann eine Periode fleißiger Aktivität in der Lagunenstadt und ihrer Umgebung. In Venedig erhielt er Aufträge für die Kirchen dell’Ascensione, San Marziale und San Basso, und schuf Fresken und Gemälde im Palazzo Barbaro und im Palazzo Mocenigo. Weiters malte er Altarbilder und Fresken für den Dom zu Monza und in Santa Giustina in Padua.

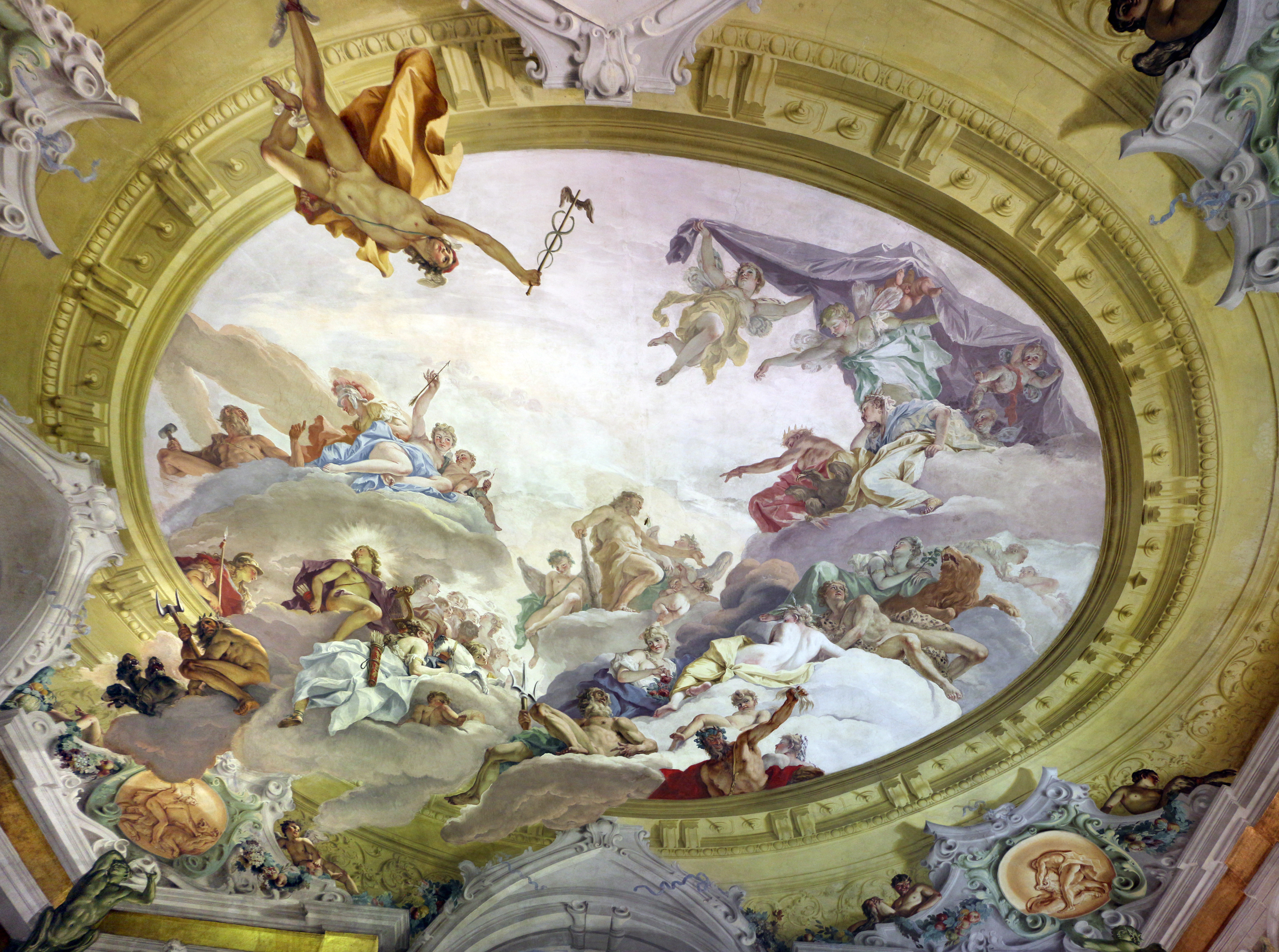
Apotheose des Herkules, 1706–07, Deckenfresko (mit Quadraturen von Giuseppe Tonelli), im Salone di Ercole, Palazzo Fenzi, Florenz

Für die Benediktinerkirche SS. Cosma e Damiano auf der Giudecca schuf er mehrere Gemälde für einen bedeutenden Bilderzyklus, dessen Ausführung sich noch längere Zeit hinzog und zu dem auch andere Künstler beitrugen, darunter Antonio Zanchi, Piazzetta und Giambattista Tiepolo. Dieser Zyklus wurde nach 1805 nach Aufhebung des Klosters in alle Winde zerstreut, daher befinden sich die einzelnen Bilder heute an verschiedenen Orten: Ricci malte 1697–1698 die beiden Szenen König Salomon spricht zum Volk (heute: Dom von Thiene, im Depot in den Gallerie dell’Accademia, Venedig) und Transport der Arche Noah  (Gemeindekirche von Somaglia, in Lodigiano, im Depot in der Pinacoteca di Brera, Mailand); erst 1729 entstand seine Darstellung Moses lässt Wasser aus dem Felsen sprudeln (heute Gallerie dell’Accademia, Venedig).
Joseph I. (damals Römischer König) holte Ricci 1702 nach Wien, wo er das Deckenfresko der heute sogenannten Blauen Stiege in Schloss Schönbrunn malte. Es gilt als das erste selbständige (= nicht von größeren Stuckdekorationen eingerahmte) Deckengemälde im österreichischen Raum, auf dem Joseph als Tugendheld dargestellt ist, der „auf einer ansteigenden Wolkenbahn“ zur Krönung mit dem Lorbeerkranz „durch Lichtgöttinnen“ schreitet. Bei dem Raum selber handelte es sich ursprünglich um einen Speisesaal, der erst durch spätere Umbauten unter Maria Theresia zu einem Stiegenaufgang wurde; der Name Blaue Stiege bezieht sich auf das Himmelblau des Freskos.
Während seines Wienaufenthaltes arbeitete Ricci des Weiteren an verschiedenen Gemälden für venezianische Auftraggeber, unter anderem an einer Aurora für den Palazzo Pisani und an Bildern für den Palazzo Corner Tacchi.
1704 war er zurück in Italien und malte Fresken im Palazzo Fulcis in Belluno sowie ein Altarbild Die Hl. Procolo, Fermo und Rustico für den Dom von Bergamo. Zwischen 1705 und 1707 schuf er in Florenz Fresken in fünf Räumen des Palazzo Marucelli (siehe Abb. oben rechts), und im Auftrage von Ferdinando de’ Medici Dekorationen im Palazzo Pitti (u. a. Aurora und Cefalo). Dabei konnte er sich mit Werken von Luca Giordano, Paolo de Matteis und Francesco Solimena auseinandersetzen.

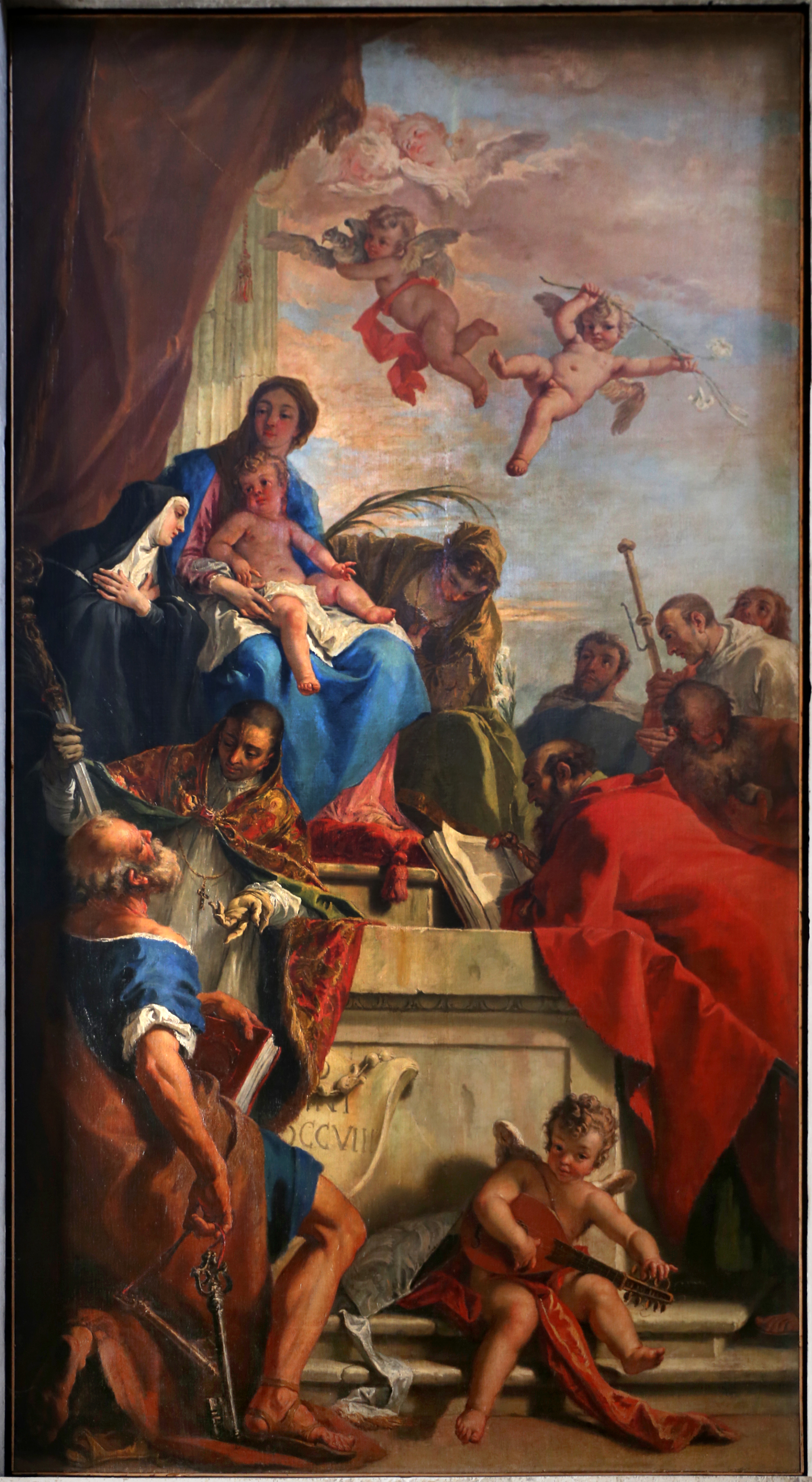
Thronende Madonna mit Heiligen, San Giorgio Maggiore, Venedig, 1708

Bis 1711 entstanden zahlreiche weitere Werke für Venedig, wobei er mittlerweile von seinem Neffen und Schüler Marco Ricci unterstützt wurde, der vor allem Landschaften und Architekturhintergründe in Werken seines Onkels malte.

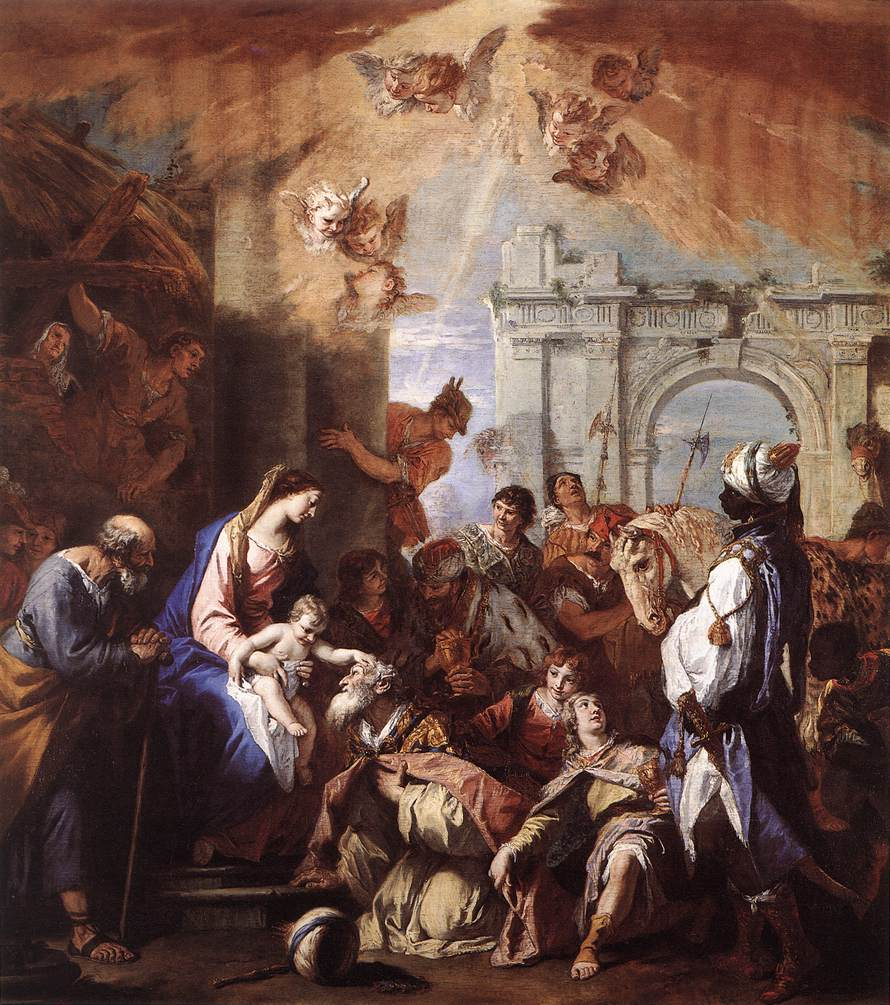
Anbetung der Könige, 1726–30, Öl auf Leinwand, 330,2 × 289,6 cm, Windsor Castle

Zu den prestigereichsten Werken Sebastiano Riccis aus dieser Zeit gehören die 1708 vollendete Thronende Madonna mit Kind und Heiligen in San Giorgio Maggiore (siehe Abb. rechts) und die Allegorie der Fama im Dogenpalast von 1711.
Seine Karriere nahm endgültig internationale Formen an, als er 1711 oder Anfang 1712 nach England ging, wo er wiederum mit seinem Neffen Marco zusammenarbeitete, dessen Anteil an Sebastianos englischen Werken aber wahrscheinlich früher etwas überschätzt wurde.
In London arbeitete Sebastiano um 1713 für Juliana, die verwitwete Countess of Burlington (Mutter des 3. Earl of Burlington), und schuf eine Reihe von Gemälden über das Thema „Triumph der Liebe“ für Burlington House; die dabei entstandenen Werke befinden sich heute in der Royal Academy of Arts und in Chiswick House. Bedeutend ist sein großes Fresko der Auferstehung Christi in der Apsis der Kapelle des Royal Chelsea Hospital. Andere Werke für den Grafen von Portland sind heute verloren.
Zwischen 1715 und 1716 begaben sich Onkel und Neffe Ricci auf die Heimreise nach Venedig, mit einem Abstecher in Paris, wo Sebastiano als Mitglied der Académie royale de peinture akzeptiert wurde. Sein morceau de réception war die Allegorie Frankreichs, die sich heute im Louvre befindet.
Zurück in Venedig erhielt Sebastiano bis zu seinem Lebensende zahlreiche Aufträge. Zu seinen wichtigsten venezianischen Mäzenen gehörte der Marschall Johann Matthias von der Schulenburg (1661–1747), für den Ricci fünf Gemälde schuf, die sich heute in verschiedenen Sammlungen befinden (siehe unten Werkliste). Er erhielt auch Aufträge vom Herzog von Savoyen und von Kaiser Karl VI., und wurde ebenso wie Marco Ricci auch vom britischen Kaufmann Joseph Smith gefördert.
Zu den prestigereichsten Aufträgen Sebastianos in seiner Spätphase gehört sein Entwurf zum Mosaik Die Überführung des Leichnams des Hl. Markus über dem vierten Portal von San Marco, das 1727 von Leopoldo dal Pozzo ausgeführt wurde.
Riccis letztes Werk ist die Himmelfahrt Mariae für den Hauptaltar der Karlskirche in Wien von 1734.
Er war auch gelegentlich als Restaurator tätig, beispielsweise von Veroneses Andrea Contarinis Rückkehr aus Chioggia im Dogenpalast von Venedig. Ab 1719 wirkte er außerdem nebenbei als Opern-Impresario des Theaters Sant’Angelo, wo unter anderem Antonio Vivaldis Opern aufgeführt wurden.
Sebastiano Ricci starb am 15. Mai 1734 in Venedig.
Mitte der 1990er Jahre entdeckte man durch einen glücklichen Zufall eines der Frühwerke Riccis: der Brief eines englischen Touristen, der im 17. Jahrhundert Venetien bereiste, beschrieb zwei bis dato nicht bekannte, mit Fresken von Ricci bemalte Salons in der Villa Giovanelli in Noventa Padovana, Padua. Dank des glücklichen Umstandes, dass diese Fresken weiß übertüncht wurden, sind sie heute, nach ihrer vollständigen Freilegung und Restaurierung, in einem sehr guten Zustand.

## Würdigung
Sebastiano Riccis Malerei entwickelt sich von hochbarocken Formen bis zum Rokoko. Er war ein genialer Kolorist und entwickelte seinen Personalstil auf der Grundlage der venezianischen Tradition mit ihrer Betonung des Malerischen. Sein Werk zeigt besonders Anklänge an den festlich-dekorativen, lichterfüllten Stil von Paolo Veronese, aber auch anderer Maler des 16. und 17. Jahrhunderts, wie Pietro Liberi oder Francesco Maffei. Nicht zuletzt durch seine vielen Reisen integrierte er auch Elemente von Künstlern außerhalb Venedigs, von Correggio in Parma, den Brüdern Carracci aus Bologna, dem in Mailand wirkenden Genuesen Alessandro Magnasco, dem Römer Pietro da Cortona bis zu dem Neapolitaner Luca Giordano. Bei alldem wirkt Riccis Werk jedoch nicht eklektisch, sondern trotz einer deutlichen stilistischen Entwicklung fand er einen eigenen Stil von großer, farbenfroher Eleganz.
Riccis Auffassung ist völlig verschieden etwa von der Andrea Pozzos, des führenden Theoretikers der Perspektivmalerei seiner Zeit. Auf extreme Verkürzungen und Quadraturmalerei wird verzichtet, dafür sind die Figuren seiner Deckenfresken extrem untersichtig.
Sebastiano Ricci gehört zu den frühesten Malern, die bereits kurz nach 1700 von der Schwere des Barock zu leichteren Formen, schlankeren Figuren und lichterfüllten Farben des Rokoko übergingen und hat in dieser Hinsicht eine bedeutende Vorreiterposition mit einem deutlichen Einfluss auf jüngere Venezianer wie Giambattista Tiepolo, Giambattista Pittoni, Giovanni Battista Piazzetta, Antonio Guardi und andere Maler, auch außerhalb Venedigs.

## Bildergalerie

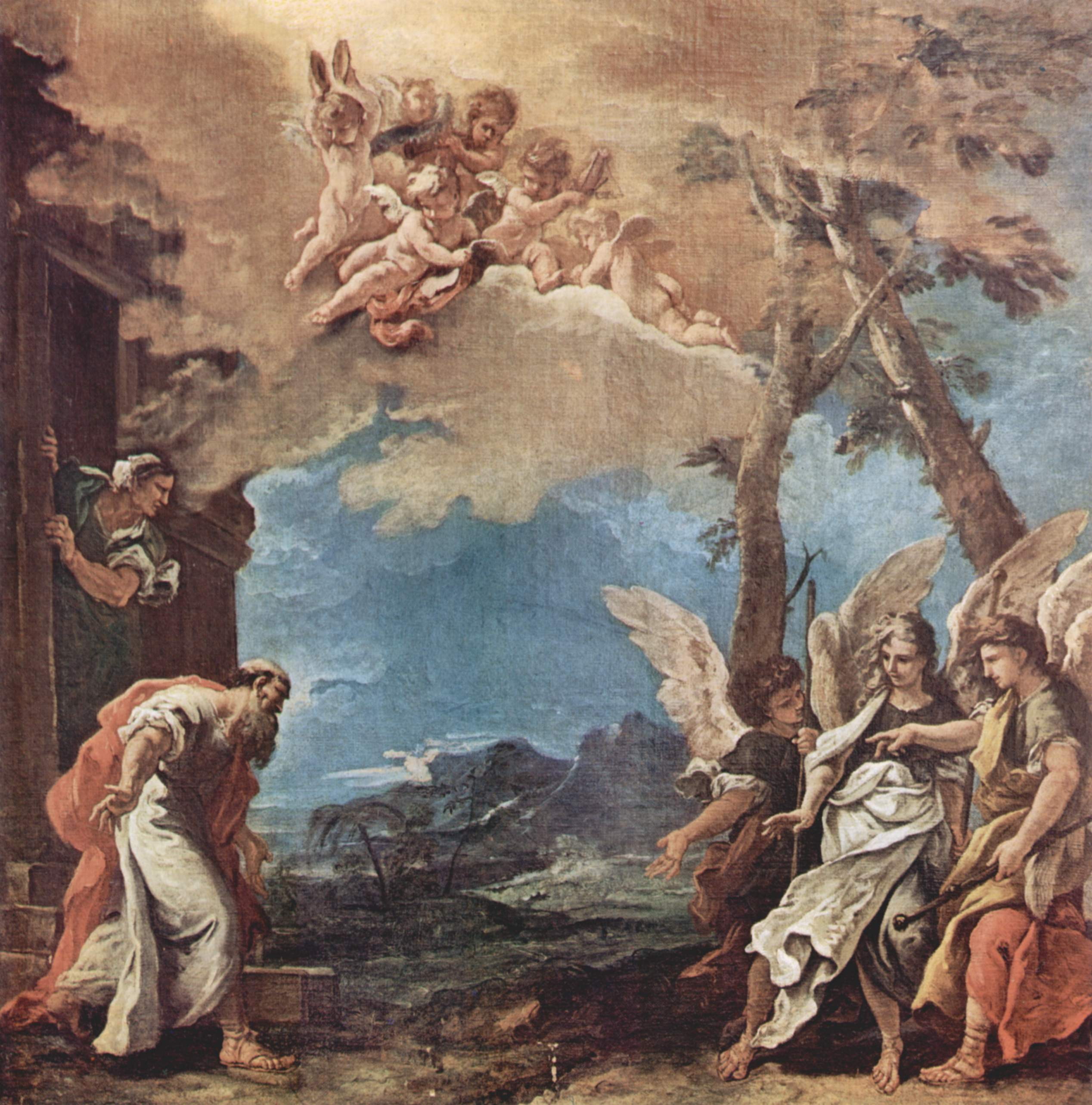
Abraham und die drei Engel, 1690er Jahre (?), Öl auf Leinwand, 88 × 87 cm, Louvre, Paris
Moses verteidigt die Töchter Jethros, Öl auf Leinwand, 114 × 178 cm, Szépmüvészety Múzeum, Budapest
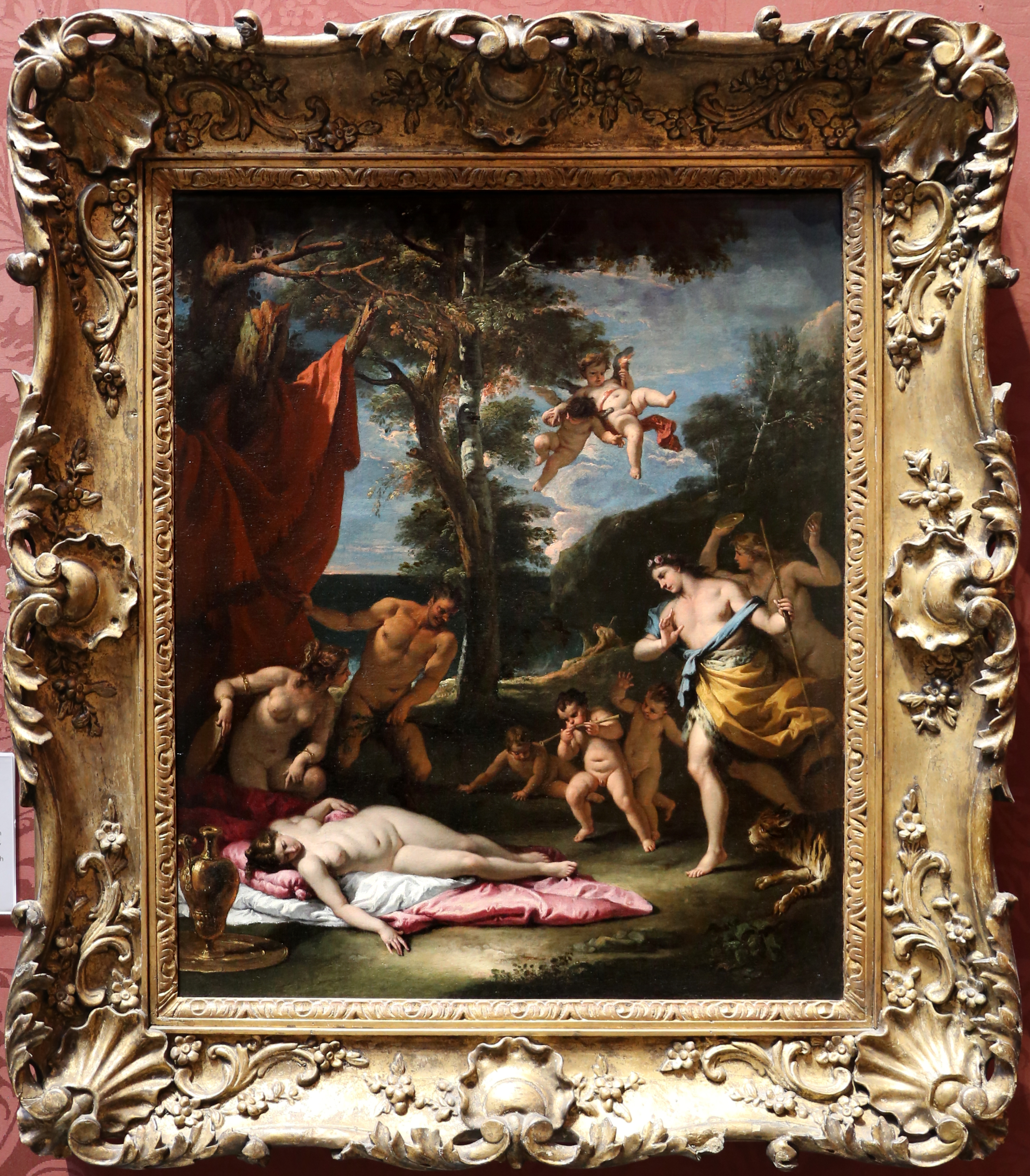
Bacchus und Ariadne, ca. 1700, National Gallery, London
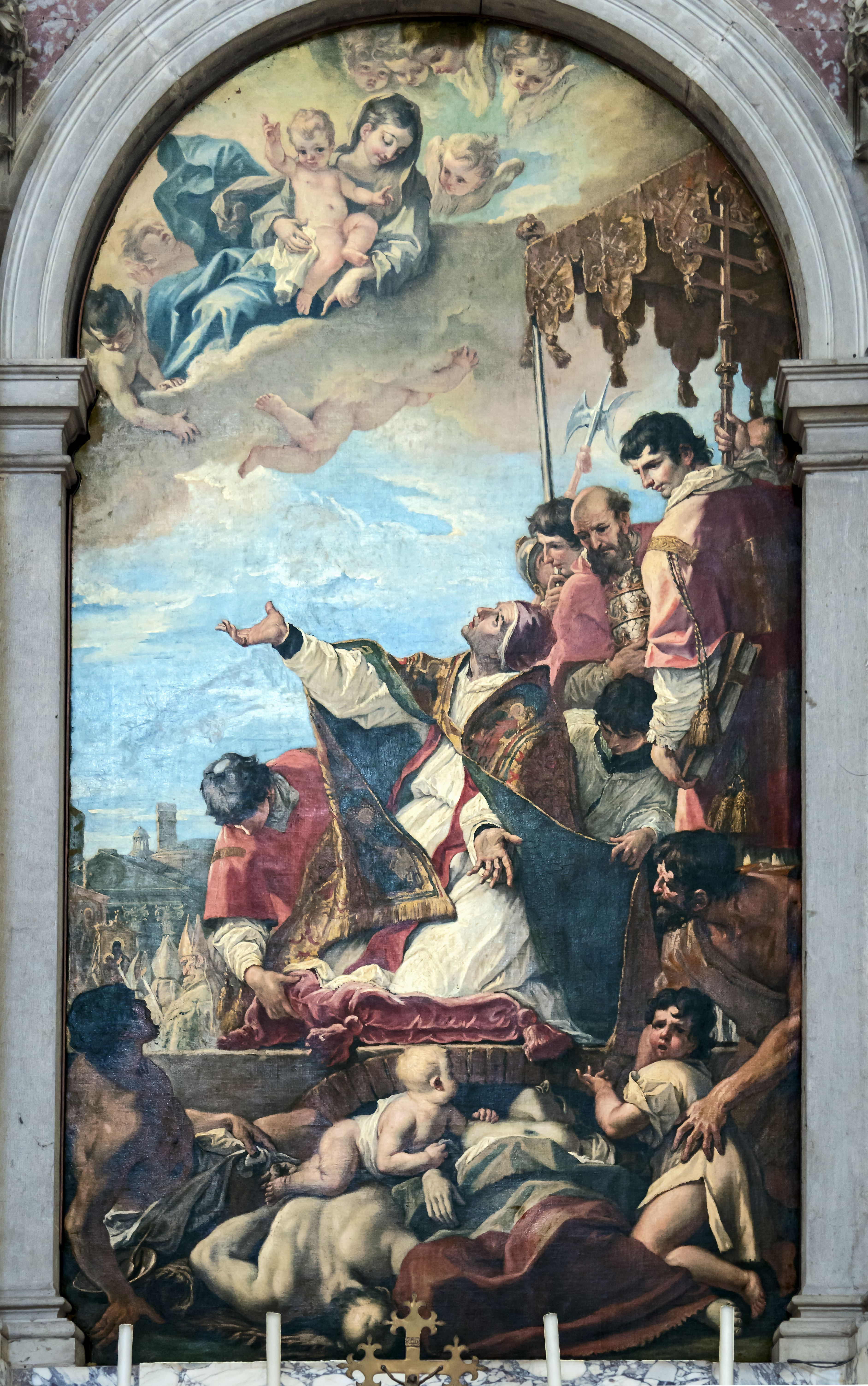
Der hl. Gregor der Große betet zur Madonna, 1700, Öl auf Leinwand, 358 × 188 cm, Santa Giustina, Padua
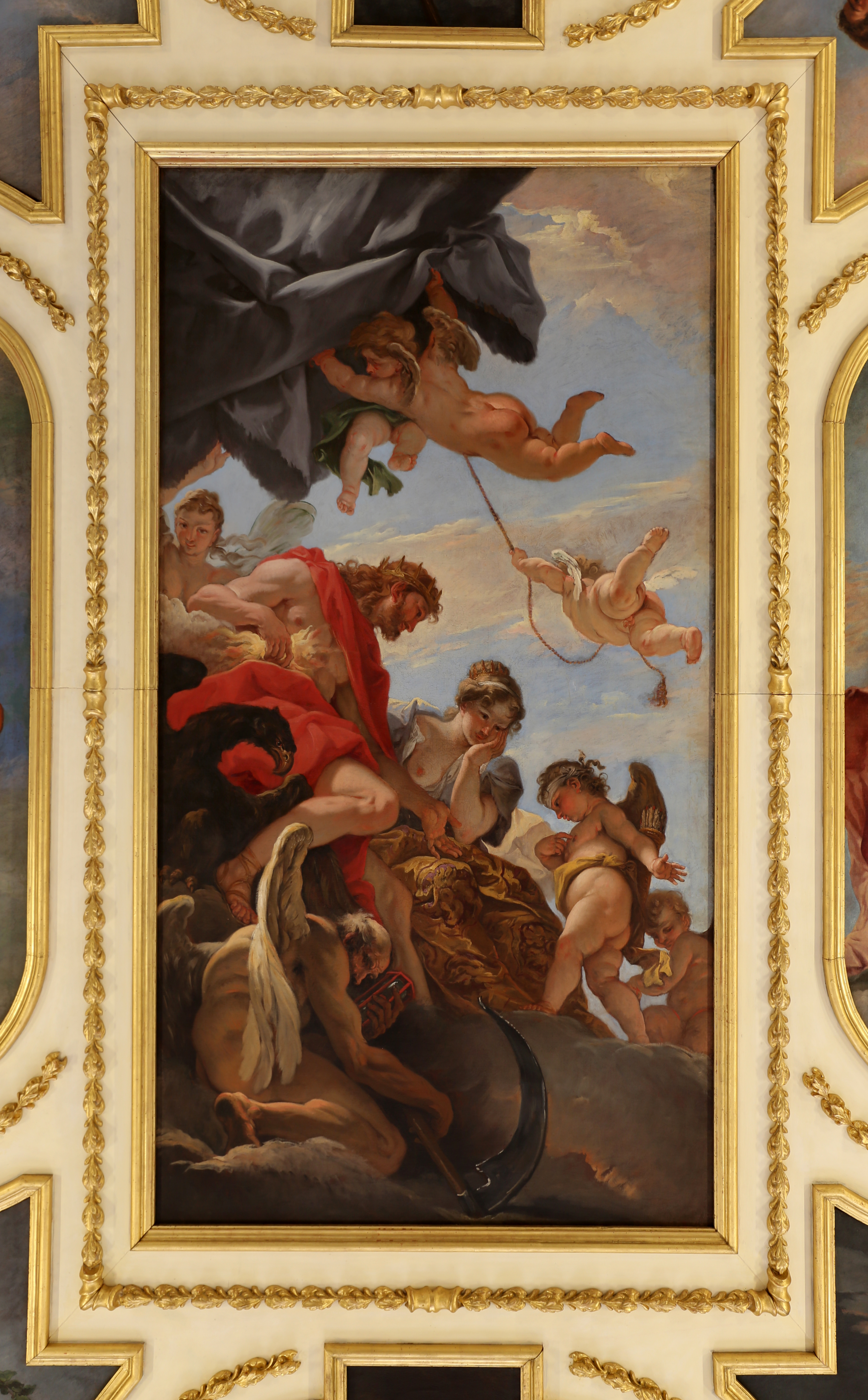
Amor vor Jupiter, Juno und Saturn, Detail aus der Decke der Götter des Olymp, um 1700, Gemäldegalerie, Berlin
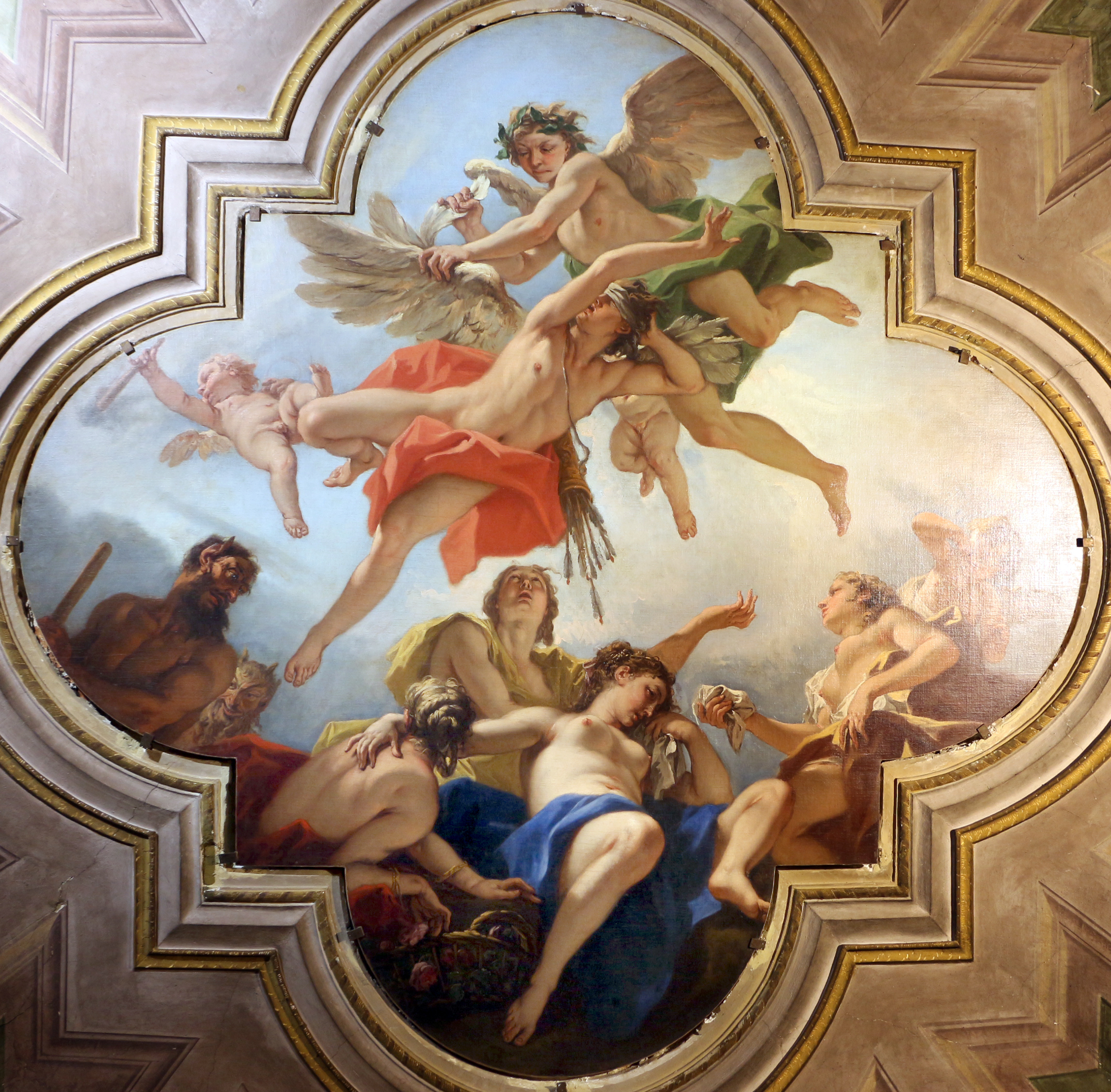
Eros und Anteros (oder Der bestrafte Amor), 1706–07, Deckenfresko in der Sala della Giovinezza al bivio (Saal der Jugend am Scheideweg), 285 × 285 cm, Palazzo Marucelli Fenzi, Florenz
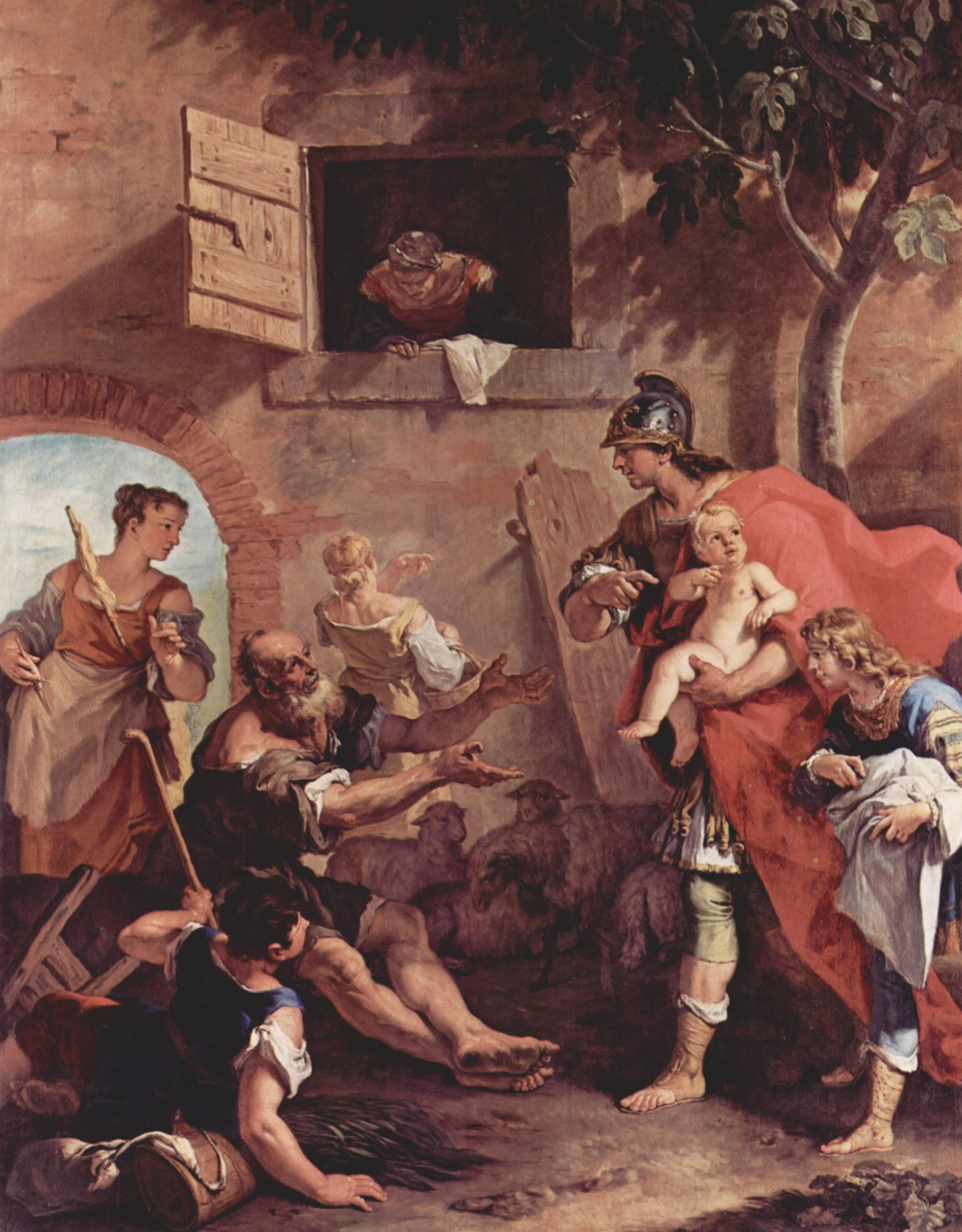
Die Kindheit des Cyros, 1706–1708, Öl auf Leinwand, 259 × 201 cm, Kunsthalle, Hamburg
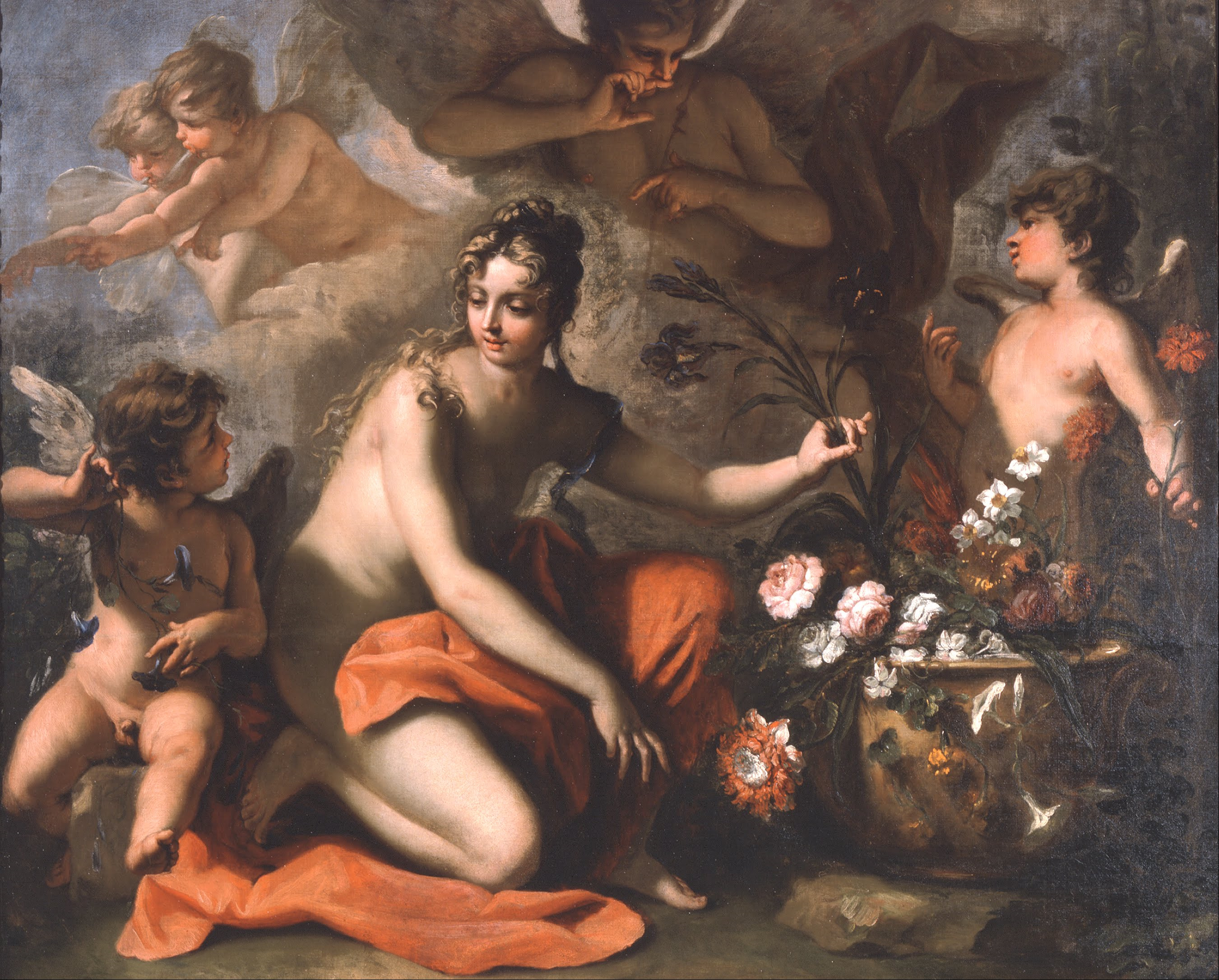
Flora, 1712–16, Öl auf Leinwand, Blanton Museum of Art, Austin
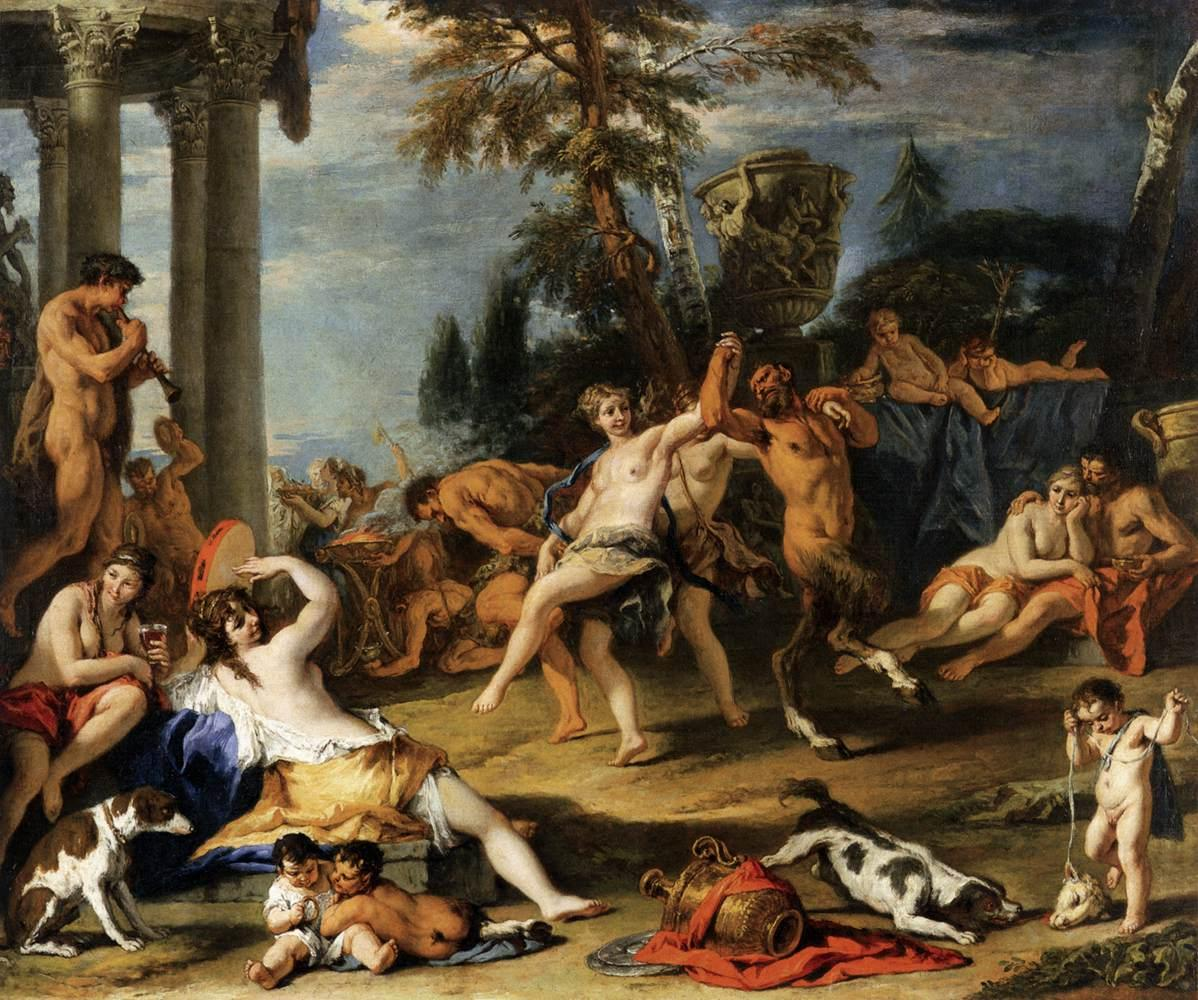
Bacchanal zu Ehren des Pan, um 1716 (?), Öl auf Leinwand, 84 × 100 cm, Accademia, Venedig
Medoro und Angelica, um 1716, Öl auf Leinwand, 87,5 × 110 cm, Brukenthal-Museum, Sibiu
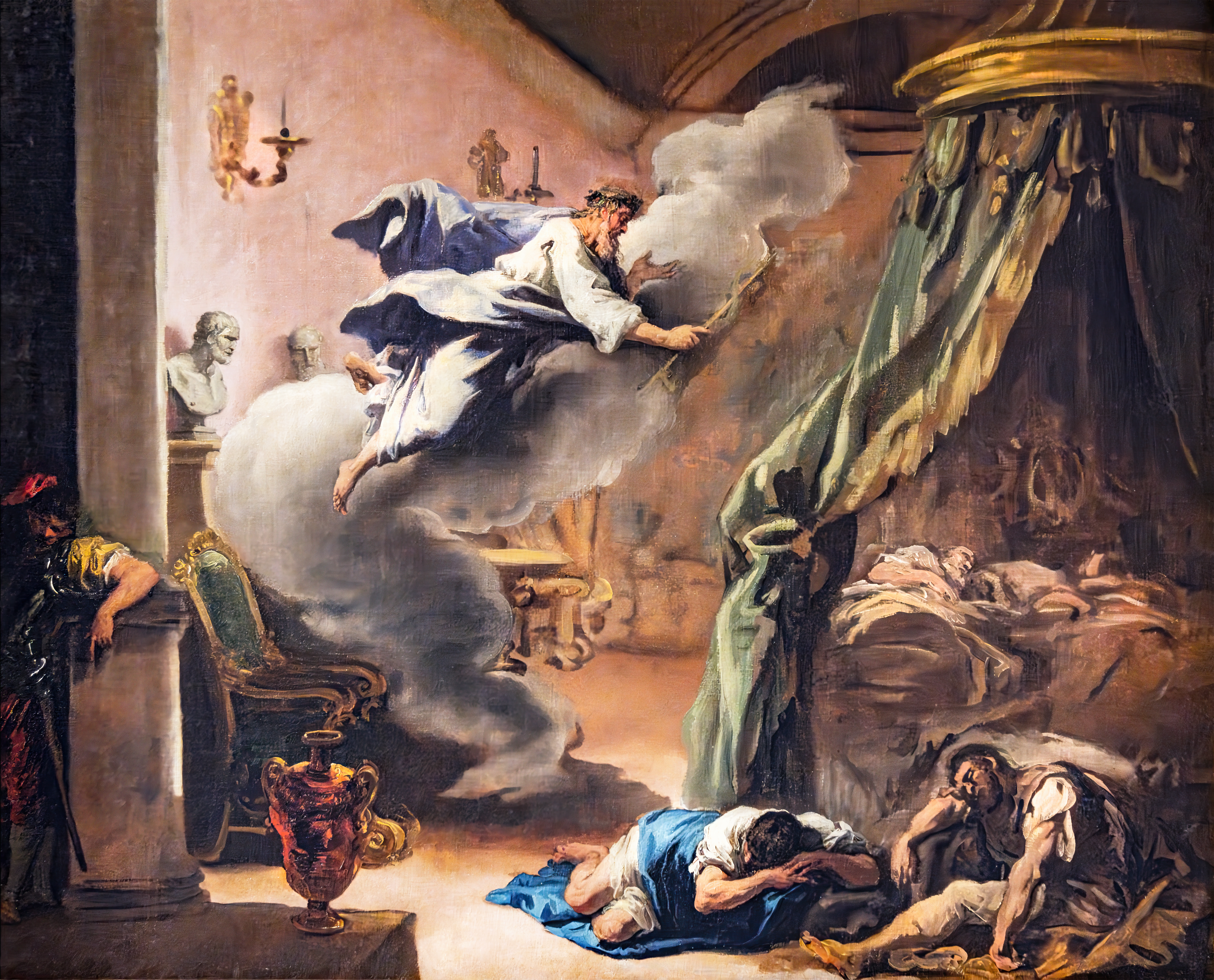
Der Traum des Aesculap, ca. 1725–30, Öl auf Leinwand, 62 × 101 cm, Accademia, Venedig
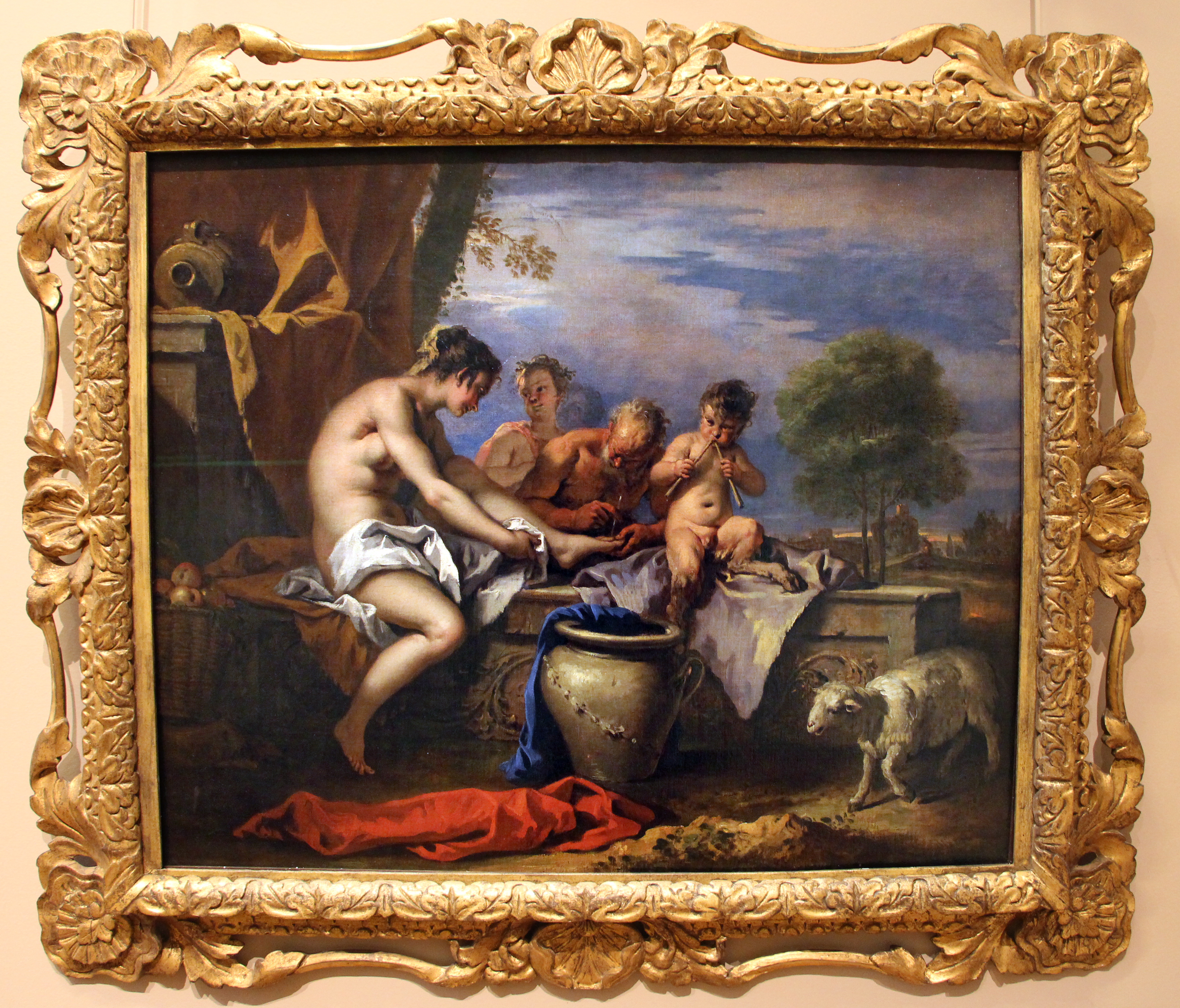
Nymphen und Satyrn, ca. 1716, Öl auf Leinwand, 64,0 × 75,5 cm, Louvre, Paris
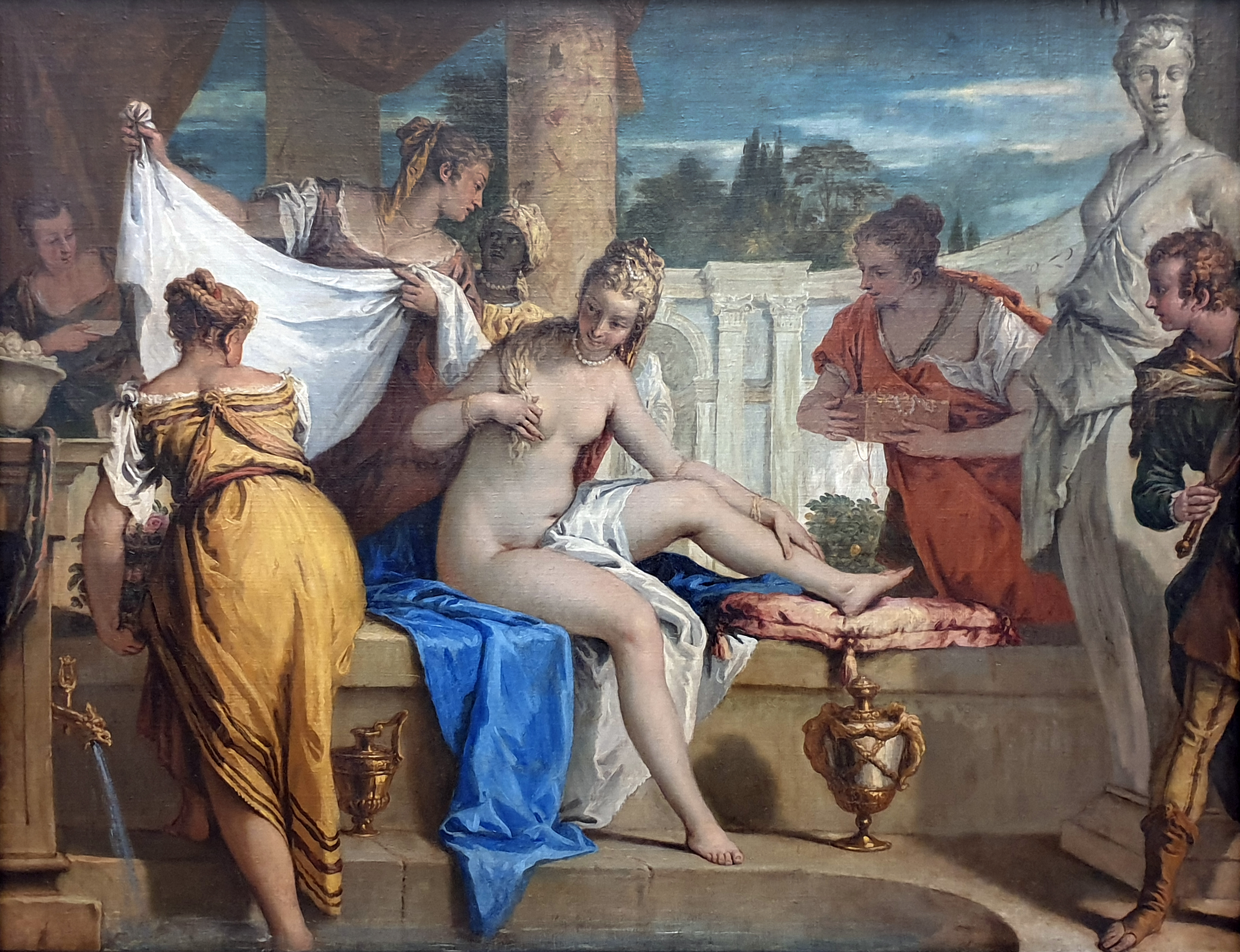
Bathseba im Bade, 1724–25, Öl auf Leinwand, 109 × 142 cm, Gemäldegalerie Berlin
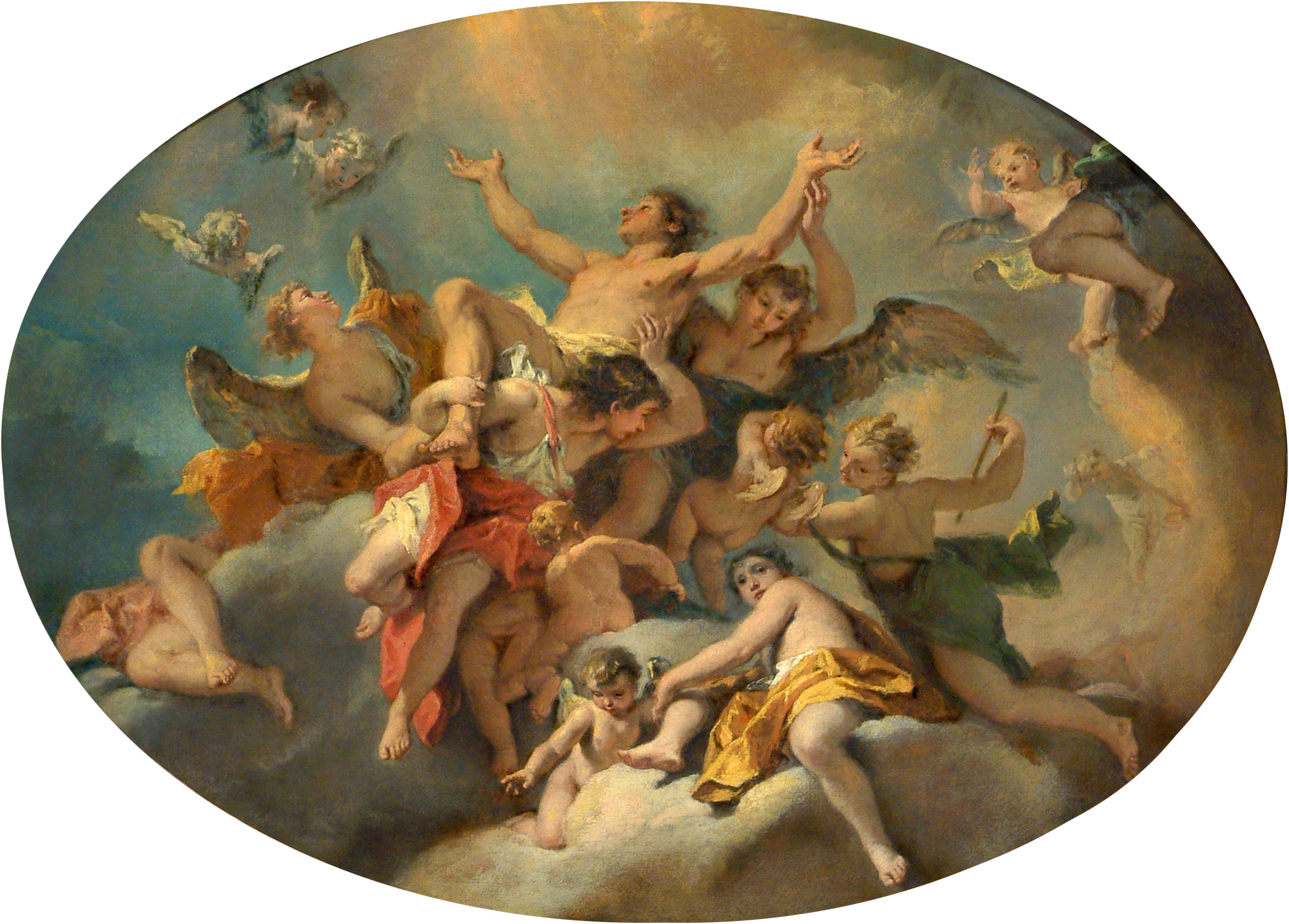
Apotheose des Hl. Sebastian (Entwurf zu einem Deckenbild), 1725, Öl auf Leinwand, 66 × 88 cm, Musée des Beaux Arts, Straßburg

## Werke
Die folgende Auswahl von Werken Sebastiano Riccis ist chronologisch geordnet.
- Geburt des Hl. Johannes des Täufers, Pinacoteca nazionale, Bologna, 1682–85
- David vor den Waffen des Saul, (urspr. für die Kirche San Daniele, Verona) heute: Museo di Castelvecchio, Verona (das Bild ist an den Seiten beschnitten), 1682–85[2]
- Himmelfahrt Mariae, im Oratorium der Madonna del Serraglio, in San Secondo, Parma, 1685–88
- Pietà, Kapuzinerkirche von Parma, 1685–88
- Apotheose Pauls III. und Päpstliche Audienz, Palazzo Farnese in Piacenza, ca. 1685–88
- Allegorie der Schlacht von Lepanto, an der Decke des Salone dei Paesaggi im Palazzo Colonna, Rom,  1693–1695
- Tod des Hl. Joseph, in San Pantaleon, Rom, ca. 1693–95
- Deckenfresko in der Sakristei von SS. Apostoli, Rom, ca. 1693–95
- Aufstieg der Seelen aus dem Purgatorium in den Himmel und Apotheosen von 4 Heiligen, Kuppelfresken in der Cappella dell’Ossario in San Bernardino alle Ossa, Mailand, ca. 1694–96
- Den Schutzengel, Santa Maria del Carmine, Pavia, 1694
- Herkules und Nessus, Privatsammlung, ca. 1696
- Porträt von Michele Pagani als türkischer Sklave, ca. 1696
- König Salomon spricht zum Volk, Dom von Thiene, im Depot in den Gallerie dell’Accademia, Venedig (urspr. für SS. Cosma e Damiano auf der Giudecca), 1697–98
- Transport der Arche Noah, Gemeindekirche von Somaglia, in Lodigiano, im Depot in der Pinacoteca di Brera, Mailand (urspr. für SS. Cosma e Damiano auf der Giudecca), 1697–98
- Die Gründung der Kirche durch Königin Teodolinda, Dom zu Monza, 1697
- Fresken und Altarbild in Santa Giustina, Padua, 1700
- Aurora, Palazzo Pisani, Venedig, ca. 1702–04
- Investitur des Marco Corner als Graf von Zara und Glorifikation dreier Heroen aus dem Hause Corner, Palazzo Corner Tacchi, Venedig, ca. 1702–04
- Mars geheilt von Peone, Privatsammlung, 1703–04
- Fresken im Palazzo Fulcis in Belluno, 1704
- Altarbild Die Heiligen Procolo, Fermo und Rustico, Dom von Bergamo, 1704
- Fünf Gemälde für den Palazzo Mocenigo, Venedig, 1704
- Auferstehung Christi, Pinacoteca Egidio Martini in der Ca’ Rezzonico (urspr. für die Christuskapelle in San Geminiano, Venedig), etwa 1700–1705
- Fresken in fünf Räumen des Palazzo Marucelli, Florenz, 1705–07
- Fresken (u. a. Aurora und Cefalo) im Palazzo Pitti, Florenz, 1705–07
- Thronende Madonna mit Kind und Heiligen, San Giorgio Maggiore, Venedig, 1708
- Allegorie der Fama, Dogenpalast, Venedig, 1711
- Auferstehung Christi, Fresko in der Apsis der Kapelle des Royal Chelsea Hospital, London, 1711–16
- Auferstehung Christi, Dulwich Picture Gallery, London (vermutl. Bozzetto zum Gemälde im Chelsea Hospital), ca. 1711 ?
- Auferstehung Christi, Columbia Museum of Art, University of South Carolina, ca. 1711 ?
- Gemälde (urspr. für Lord Burlington) in der Royal Academy of Arts, London, 1711–16
- Gemälde (urspr. für Lord Burlington) in Chiswick House, London, 1711–16
- Allegorie Frankreichs, Louvre, Paris, ca. 1716–17
- Dekoration der Sommerresidenz von Giovanni Francesco Bembo, Belluno, 1718
- Maria Immacolata, San Vidal, Venedig 1723
- San Rocco, Ca’ Rezzonico, Venedig, 1720er Jahre (?)
- Der Hl. Gregor befreit die Seelen aus dem Fegefeuer, Sant’Alessandro della Croce, Bergamo
- Verzückung der Hl. Therese, San Girolamo degli Scalzi, Vicenza, 1727[12]
- Vorlage zu Leopoldo dal Pozzos Mosaik Überführung des Leichnams des Hl. Markus über dem vierten Portal von San Marco, Venedig, 1727[2]
- Moses lässt Wasser aus dem Felsen hervorsprudeln, heute Gallerie dell’Accademia, Venedig (urspr. für SS. Cosma e Damiano auf der Giudecca), 1729
- Martyrium des Hl. Mauritius und Der Hl. Ludwig von Frankreich mit der Dornenkrone, Basilica di Superga, Turin, 1729.[2]
- Venus und Adonis, Privatsammlung, Venedig (urspr. für Marschall von der Schulenburg)
- Diana und Endymion, Aufenthalt unbekannt (urspr. für Marschall von der Schulenburg)
- Bacchanal zu Ehren von Pan, einst bei Antiquitätenhändler Frezzati, Venedig (urspr. für Marschall von der Schulenburg)
- Fest des Silen, einst bei Antiquitätenhändler Frezzati, Venedig (urspr. für Marschall von der Schulenburg)
- Hl. Michael, Dulwich College Picture Gallery, London (urspr. für Marschall von der Schulenburg)
- Der Hl. Franziskus von Paola erweckt ein totes Kind zum Leben und Die Auffindung des Kreuzes durch die hl. Helena, Kirche San Rocco, Venedig, 1732–34
- Esther vor Ahasver, National Gallery, London, um 1733–34[12]
- Himmelfahrt Mariae, Hauptaltar der Karlskirche in Wien, 1734

Sammlungen von Zeichnungen:
- Album dei disegni di Sebastiano Ricci (134 Zeichnungen), Gabinetto dei Disegni, Gallerie dell’Accademia, Venedig
- Album mit 211 Zeichnungen in der Royal Collection, Windsor Castle, England.[2]

## Auktionen
- 1825 in Nürnberg: Christus heilet den Gichtbrüchigen; ob eine himmlische Glorie.[15]